# Saint Sezny
 (février 2010).
Si vous disposez d'ouvrages ou d'articles de référence ou si vous connaissez des sites web de qualité traitant du thème abordé ici, merci de compléter l'article en donnant les références utiles à sa vérifiabilité et en les liant à la section « Notes et références ».
Saint Sezny - Sezni, Zény, Seny, Sane, Senan, Sezin ou Sithney - est un saint irlandais, disciple de saint Patrick. Sezny a rencontré saint Patrick à Rome alors que ce dernier lui était présenté par le pape Célestin Ier.
Nommé évêque, il raccompagne son maître en Irlande pour assumer sa charge épiscopale. Vers 477, au terme d’une longue période d’exercice de sa charge, il décide d’y renoncer et de s’embarquer pour l’Armorique avec 70 compagnons. Ils accostent au port de Poulluhen, près de l’actuel bourg de Kerlouan, où ils fondent un premier établissement. Par la suite, ils bâtissent un monastère à l’origine de la paroisse de Guissény.
Sezny établit une forte relation avec la population locale, au point qu’au moment de sa mort il y eut conflit avec ses compatriotes irlandais qui tenaient à récupérer son corps. Ils seraient venus le chercher afin de l’inhumer à Sithney en Cornouaille britannique. William Worcester a écrit vers 1478 que le corps du saint a été inhumé dans l'église de Sithney en Cornouailles.
Les récits concernant Sezny sont proches de ceux qui racontent la vie de Kieran, fondateur du monastère de Clonmacnoise en Irlande.

## Culte de Sezny

### Dans lediocèse de Quimper et Léon
- Guisseny, éponyme, patron de l’église
- Kerlouan
- Kernilis, lieu-dit Saint-Seny
- Lesneven, vitrail dans la chapelle Saint-Egarec
- Plogonnec, chapelle de Seznec

### Dans lediocèse de Saint-Brieuc et Tréguier
- Plougras, village de Lossefny
- Trezeny, éponyme, patron de l’église